# (17673) Houkidaisen
(17673) Houkidaisen est un astéroïde de la ceinture principale.

## Description
(17673) Houkidaisen est un astéroïde de la ceinture principale. Il fut découvert le 15 décembre 1996 à Saji par l'Observatoire de Saji. Il présente une orbite caractérisée par un demi-grand axe de 3,11 UA, une excentricité de 0,15 et une inclinaison de 6,3° par rapport à l'écliptique.

## Compléments